# François Perrier
François Perrier (18. dubna 1833 Valleraugue, Gard – 20. února 1888 Montpellier) byl francouzský voják a geodet.
Narodil se ve Valleraugue ve stejnojmenném kantonu, ležícím v departementu Gard, v protestantské rodině původem ze Cevennes. Po dokončení studií na lyceu v Nîmes a na Collège Sainte-Barbe v Paříži byl v roce 1853 přijat na Polytechniku. Graduoval roku 1857 jako štábní důstojník v hodnosti poručíka a tím započal svou vojenskou kariéru. Roku 1860 byl povýšen na kapitána, 1874 se stal majorem kavalérie, podplukovníkem v roce 1879 a rok před smrtí dostal hvězdu brigádního generála. Byl komandérem Řádu čestné legie a prezidentem generální rady svého kraje (departmentu).
Generál Perrier se nicméně proslavil i ve vědě. Po několika publikacích na téma trigonometrického propojení Francie a Anglie (1861) a triangulace Korsiky (1865), které vzbudily velký zájem, byl v roce 1879 jmenován velitelem Geodetické služby francouzské armády. Roku 1880 byl vyslán jako delegát na konferenci do Berlína, která projednávala vyjasnění hraniční linie na řecko-tureckých hranicích. V lednu téhož roku byl zvolen členem Francouzské akademie věd jako následník hydrografa Urbaina Dorteta de Tessan, který rovněž pocházel z departementu Gard. Od roku 1875 byl Perrier také činovníkem francouzského Úřadu měr.
V roce 1882 byl Perrier vyslán na Floridu za účelem pozorování tranzitu Venuše a jeho pozorování bylo prohlášeno ze velmi úspěšné. Jeho věhlas se ještě zvětšil poté, co podnikl úspěšnou triangulaci Alžírska.
Perrierovo jméno je jedním ze jmen, napsaných na Eiffelově věži.